# Wilhelm Franz Epha

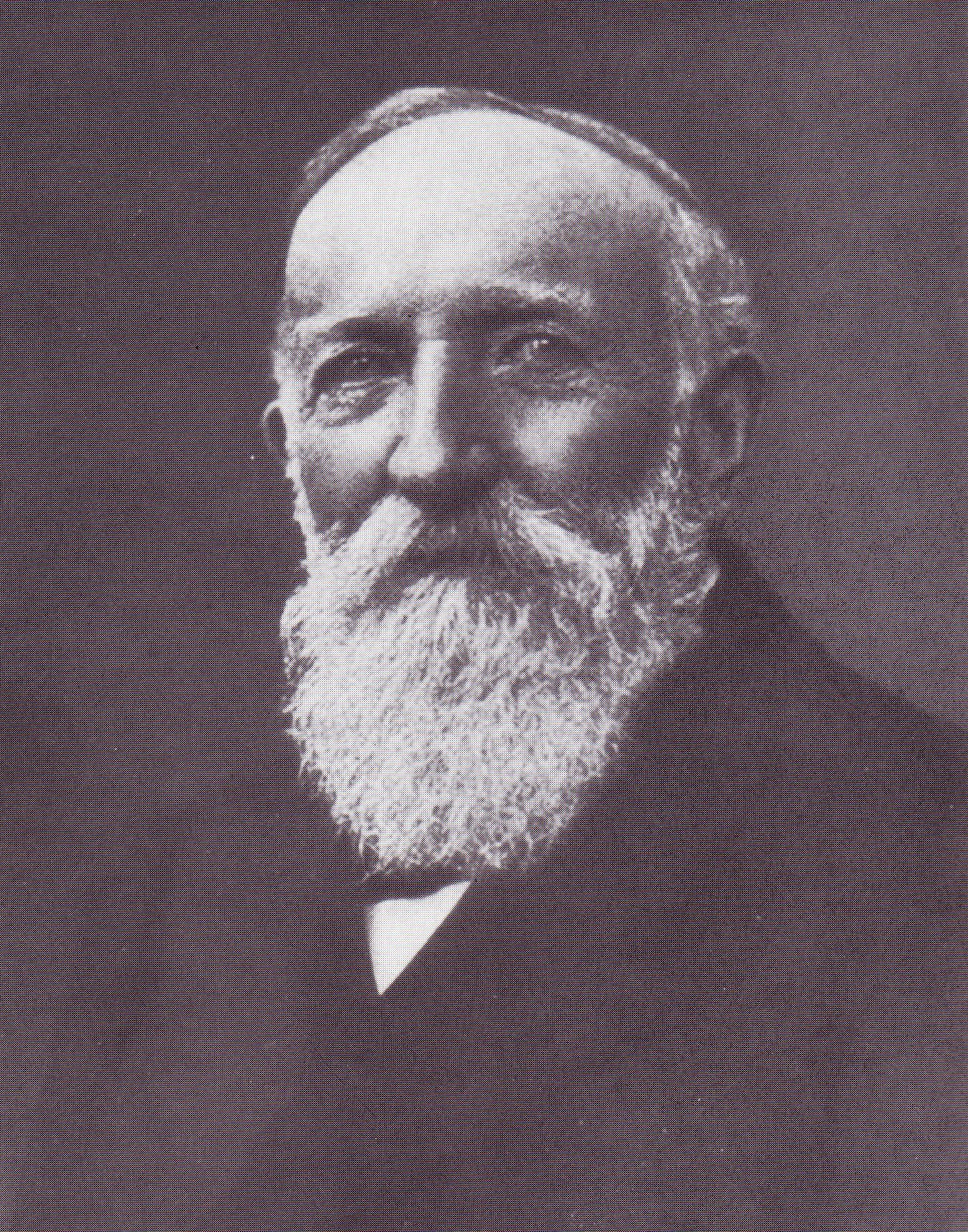
Wilhelm Franz Epha

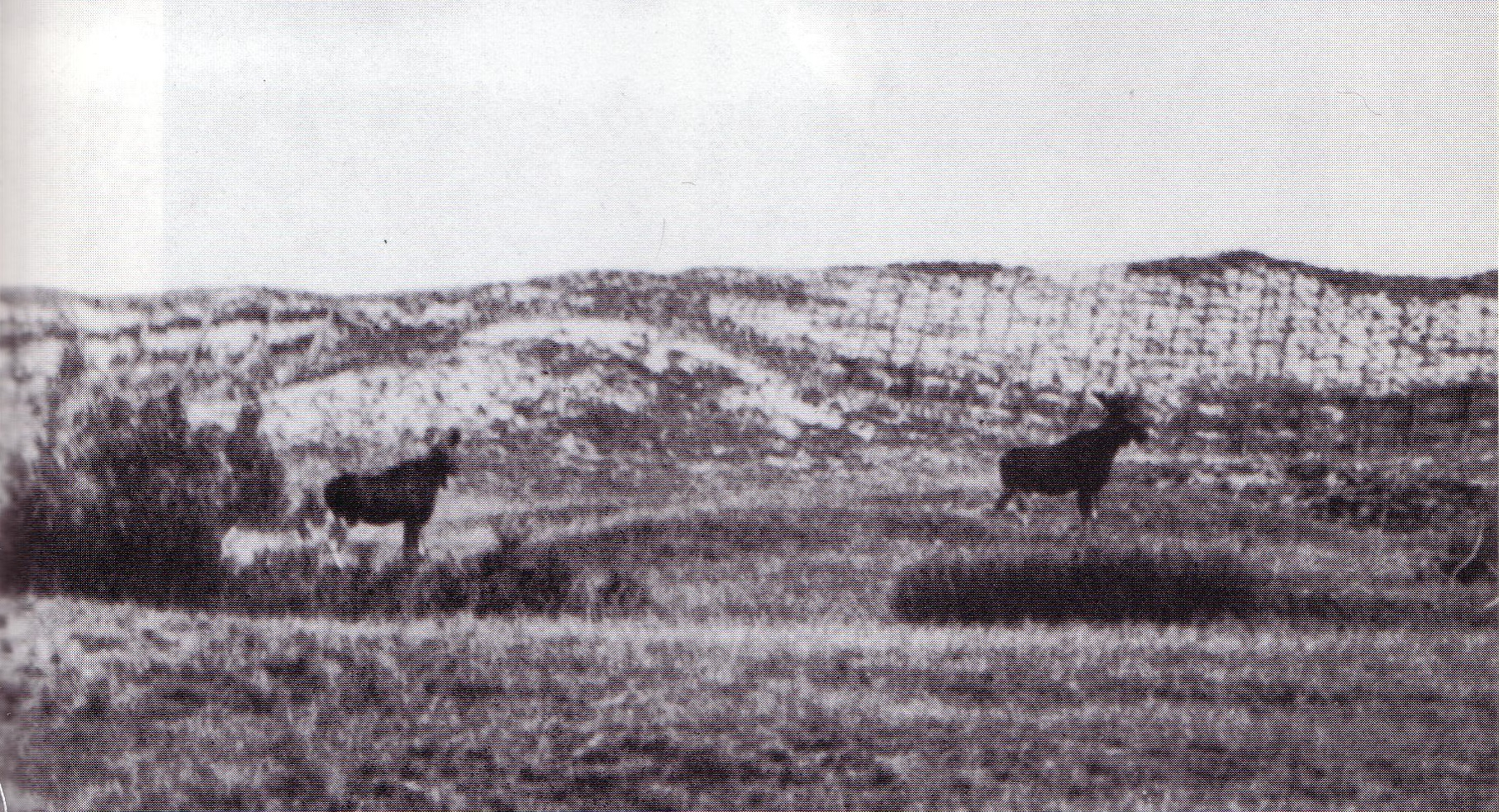
Befestigte Vordüne auf der Kurischen Nehrung, Elche (vor 1900)

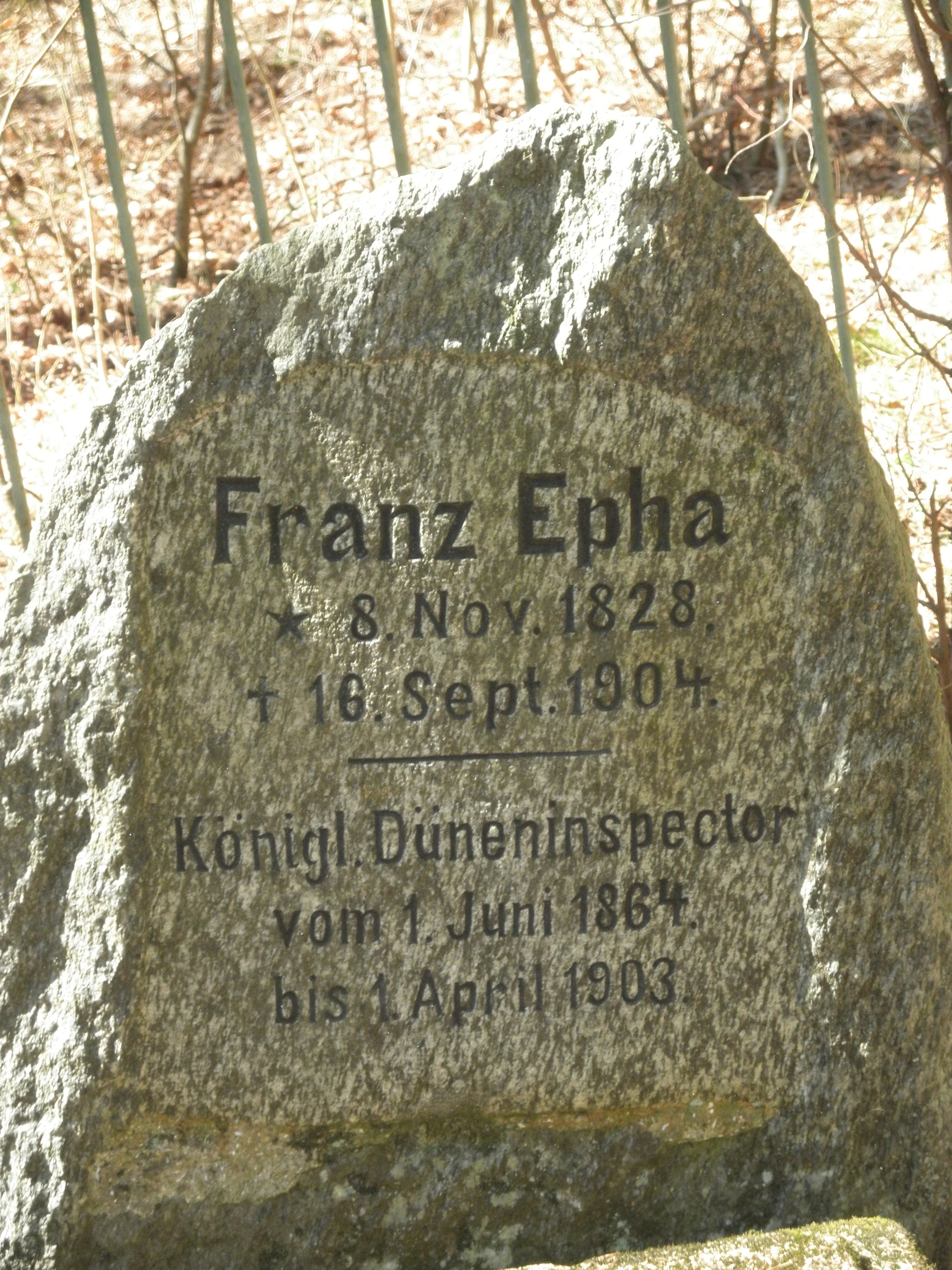
Grabstein von Epha auf dem Waldfriedhof von Rossitten (2013)

Wilhelm Franz Epha (* 8. November 1828, Goldap, Ostpreußen; † 16. September 1904 in Rossitten) war ein preußischer Forstschutzbeamter.  Fast vier Jahrzehnte diente er durch Bepflanzung der Dünen dem Schutz der Kurischen Nehrung.

## Leben
Ephas Vorfahren waren im 18. Jahrhundert aus dem Unterelsass nach Ostpreußen eingewandert. In der Rominter Heide erhielt er eine forstliche Ausbildung im Forstamt Nassawen. 1846 trat er in das Ostpreußische Jägerbataillon Nr. 1 in Braunsberg. 1857 ausgeschieden, wurde er von der Memeler Kaufmannschaft als Forstschutzbeamter angestellt.
Als die Wanderdünen auf der Nehrung nicht nur die letzten Dörfer, sondern auch die Haff-Fischerei, die Poststraße und das Memeler Tief bedrohten, beschloss die Krone Preußen ihre Festlegung. 1870 wurde der Königliche Düneninspektor Epha mit der Leitung der Sicherungsarbeiten betraut. Anders als zuvor bei den Vordünen misslang der Versuch mit Strandhafer und Sandgräsern. So ging man zur unmittelbaren Aufforstung über: In kleinen quadratischen Feldern, begrenzt von Röhricht- und Strauchbestecken, wurden Kiefern in herangetragenen Geschiebelehm oder Haffmergel gepflanzt. Der Boden wurde mit Seetang oder Reisig gedeckt. Auf den windseitigen Hängen wurden Spirken (Hakenkiefern) gepflanzt, die sich bereits in Dänemark bewährt hatten. In geschützten Lagen wurde auch die Gemeine Kiefer verwendet. Dabei bewährte sich die in Königsberg eingeführte Ballenpflanzung. Das so mühsame wie kostspielige Verfahren ließ die Pflanzen in kurzer Zeit wurzeln und die Dünen festlegen.
In dieser Weise aufgeforstet wurden unter Ephas Leitung von 1877 bis 1882 die Bruchberge bei Rossitten, von 1875 bis 1885 die bis zu 50 m hohen Dünen Urbo Kalns und Angiu Kalns westlich von Nidden, von 1897 an die Vordünen bei Preila und Perwelk sowie der Petschberg bei Pillkoppen. Aus Dankbarkeit nannten die beinahe verschütteten Pillkoppener 1891 den 61 m hohen Gipfel der Düne „Ephas Höhe“.
Seine Tochter Helena († 1925), die für ihren Einsatz zum Schutz der Elche und der Aufzucht verwaister Tiere als „Elch-Mutter Ostpreussens“ bezeichnet wurde, war mit dem an der Vogelwarte Rossitten wirkenden Präparator Albert Möschler (1864–1945) verheiratet.

## Ehrungen
- Roter Adlerorden IV. Klasse (1896)